# バレット・ストロング
バレット・ストロング（Barrett Strong、1941年2月5日 - 2023年1月28日）は、アメリカ合衆国の歌手、ソングライター。ミシシッピ州ウェストポイントの生まれである。モータウン・レーベル最初のヒットを放った歌手であるが、ソングライターとして、特に音楽プロデューサーのノーマン・ホイットフィールドとともに生み出した作品によって、広く知られている。
デトロイトのソウル・グループ、ノーラン・ストロング&ザ・ディアブロス (Nolan Strong & the Diablos)のメンバー、ノーラン・ストロングとジミー・ストロングはいとこにあたる。

## 経歴
ストロングは、ベリー・ゴーディが創業したモータウン・レコードと最初に契約したアーティストのひとりであり、1960年には、レーベルにとって最初のヒット・シングルとなった「マネー」をR&Bチャートの2位に送り込んだ。この曲は当初、モータウンの前身にあたる「タムラ」レーベルからリリースされたが、ラジオでかかるようになるとアンナ・レコード (Anna Records)から出し直され、そちらがヒットすることになった。この曲は、歌手としてのストロングにとって、唯一の大ヒット曲となり、後に、リチャード・ワイリー (Richard Wylie and His Band)、ジェリー・リー・ルイス、サーチャーズ、ビートルズ、フライング・リザーズ、バディ・ガイなどによるカバーが発表されている。
1960年代半ば、ストロングは、作詞家としてモータウンのスタッフに加わり、プロデューサーのノーマン・ホイットフィールドとチームを組んだ。ストロングとホイットフィールドは、モータウンの作品の中でも、最も成功し、また評価の高いソウルの楽曲を生み出した。その中には、マーヴィン・ゲイとグラディス・ナイト&ザ・ピップスの「悲しいうわさ」、エドウィン・スターの「黒い戦争」、アンディスピューテッド・トゥルース (The Undisputed Truth)の「Smiling Faces Sometimes」、テンプテーションズによる「Cloud Nine」、「I Can't Get Next to You」、「Psychedelic Shack」、「Ball of Confusion (That's What the World Is Today)」、「Papa Was a Rollin' Stone」といった一連のサイケデリック・ソウル系の作品などが含まれている。ストロングは、「Papa Was a Rollin' Stone」の共作者として、1973年のグラミー賞最優秀R&B賞を受賞した。
モータウンが活動の拠点をミシガン州デトロイトからカリフォルニア州ロサンゼルスに移した後、ストロングはレーベルを離れ、歌手活動を再開した。1972年には、エピックと契約したが、シングル盤を出したものの不発に終わった。ストロングはさらに移籍し、1970年代半ばにはキャピトルから2枚のアルバムを出した。
1980年代にも、ストロングは活動を続け、独立系レコード・レーベルでシングルとして「Rock It Easy」を吹き込んだ。この時期に書いて、編曲した「You Can Depend on Me」という曲は、ザ・デルズ (The Dells)が1988年のアルバム『セカンド・タイム』で取り上げている。2004年、ストロングは、ソングライターの殿堂入りを果たした。
2000年、ストロングはロック系ミュージシャンでソングライターのイライザ・ニールス (Eliza Neals)と共作した曲を取り上げたアルバム『Stronghold II』を発表したが、2008年には、これをデジタル・ダウンロードのみで再リリースした。
2023年1月29日、82歳の誕生日の1週間前に死去。81歳没。

## ディスコグラフィ

### アルバム
- Stronghold (1975年) ※ビルボード Black Albums chart 47位[1]
- Live & Love (1976年)
- Love Is You (1987年)
- Stronghold II (2000年)

### シングル
- "Let's Rock" / "Do the Very Best You Can" (1959年、Tamla 54022)
- "Money (That's What I Want)" / "Oh I Apologize" (No. 23 Pop / No. 2 R&B) (1959年、Tamla 54027)[6] ※Anna 1111として再発
- "Yes, No, Maybe So" / "You Knows What To Do" (1960年、Tamla 54029)[7] ※Anna 1116として再発
- "Whirlwind" (with The Rayber Voices)" / "I'm Gonna Cry (If You Quit Me)" (1960年、Tamla 54033)[8]
- "Money and Me" / "You Got What It Takes" (1961年、Tamla 54035)
- "Misery" / "Two Wrongs Don't Make a Right" (1961年、Tamla 54043)
- "Seven Sins" / "What Went Wrong" (1962年、ATCO 6225)[9]
- "Make Up Your Mind" / "I Better Run" (1964年、Tollie 9023)
- "Papa Was a Rollin' Stone" (1972年) ※テンプテーションズ (全米1位、全英8位)。オリジナルはアンディスピューテッド・トゥルース
- "Stand Up and Cheer for the Preacher" / (instrumental version) (1973年、Epic 5-11011)[10]
- "Surrender" / "There's Something About You" (1975年、Capitol 4120)[11]
- "Is It True" / "Anywhere" (1975年、Capitol 4052)[12]
- "Man Up In the Sky" / "Gonna Make It Right" (1976年、Capitol 4223)
- "Love Is You" / "You Make Me Feel the Way You Do" (1980年、Coup CP-2007)
- "Rock It Easy" / "Love Will Make It Alright" (1981年、Phase II WS8 02048)